# Вороновицкая поселковая община
Вороновицкая поселковая община (укр. Вороновицька селищна громада) — образованная в 2020 году территориальная община в Винницком районе Винницкой области Украины.
Административный центр — посёлок городского типа Вороновица.

## Населённые пункты
В составе общины 1 пгт (Вороновица) и 20 сёл:
| Воловодовка  | Воловодовка  | Клещов     | Клещов     | Ободное       | Ободное       | Степановка | Степановка |
| Гумённое     | Гумённое     | Комаров    | Комаров    | Александровка | Александровка | Тростянец  | Тростянец  |
| Долгополовка | Долгополовка | Кордышевка | Кордышевка | Оленовка      | Оленовка      | Фёдоровка  | Фёдоровка  |
| Жабелевка    | Жабелевка    | Марковка   | Марковка   | Побережное    | Побережное    | Шевченково | Шевченково |
| Кальнишовка  | Кальнишовка  | Михайловка | Михайловка | Потуш         | Потуш         | Якубовка   | Якубовка   |